# Ruginoasa (Iași)
Pour les articles homonymes, voir Ruginoasa.
Ruginoasa est une commune roumaine située dans le județ de Iași.